# Asteriopathes arachniformis
Asteriopathes arachniformis är en korallart som beskrevs av Opresko 2004. Asteriopathes arachniformis ingår i släktet Asteriopathes och familjen Aphanipathidae. Inga underarter finns listade i Catalogue of Life.